# Amt Penzliner Land
La comunità amministrativa di Penzliner Land (Amt Penzliner Land) si trova nel circondario della Seenplatte del Meclemburgo nel Meclemburgo-Pomerania Anteriore, in Germania.

## Suddivisione
Comprende i seguenti comuni (abitanti il 31 dicembre 2022):
1. Ankershagen (518)
2. Kuckssee (547)
3. Möllenhagen (1 543)
4. Penzlin, Stadt * (4 094)

Il capoluogo è Penzlin.